# Tremors (album)
Tremors è il primo album in studio del cantante britannico Sohn, pubblicato il 7 aprile 2014 dalla 4AD.

## Tracce
Testi e musiche di Sohn.
1. Tempest – 3:30
2. The Wheel – 3:53
3. Artifice – 3:17
4. Bloodflows – 4:21
5. Ransom Notes – 4:25
6. Paralysed – 2:53
7. Fool – 3:36
8. Lights – 4:29
9. Veto – 3:55
10. Lessons – 3:21
11. Tremors – 3:29

## Formazione
Hanno partecipato alle registrazioni, secondo le note di copertina:
Musicisti
- Sohn – strumentazione
- Stefan "Woody" Fallman – basso (tracce 4 e 9)
- Albin Janoska – sintetizzatore aggiuntivo (tracce 2 e 10)

Produzione
- Sohn – produzione, missaggio (traccia 6), missaggio aggiuntivo
- Two Inch Punch – produzione aggiuntiva (traccia 3)
- Alex "Lexx" Dromgoole – missaggio
- Albin Janoska – missaggio (traccia 2)
- Dan Parry – missaggio (traccia 4)
- Dick Beetham – mastering

## Classifiche
| Classifica (2014)              | Posizione massima |
| ------------------------------ | ----------------- |
| Australia                      | 60                |
| Austria                        | 12                |
| Belgio (Fiandre)               | 20                |
| Belgio (Vallonia)              | 75                |
| Francia                        | 83                |
| Germania                       | 64                |
| Irlanda                        | 83                |
| Paesi Bassi                    | 42                |
| Regno Unito                    | 31                |
| Regno Unito (independent)      | 6                 |
| Stati Uniti                    | 104               |
| Stati Uniti (dance/electronic) | 3                 |
| Stati Uniti (independent)      | 19                |
| Svizzera                       | 23                |